# Ngữ hệ Tây Bắc Kavkaz
Ngữ hệ Tây Bắc Kavkaz, còn gọi là ngữ hệ Abazgi–Adyghe là một ngữ hệ bản địa khu vực lịch sử Circassia (ngày nay là các nước cộng hòa Adygea, Kabardino-Balkaria, Karachay-Cherkessia cũng như Krasnodar Krai và tây nam Rostov Oblast và Stavropol Krai) và Abkhazia.

## Phân loại
Ngữ hệ Tây Bắc Kavkaz được phân loại như sau:
- Ubykh (tuyệt chủng)
- Circassia (Adyghe hay Cherkess)
  - Adyghe đất thấp (500.000)
  - Adyghe Kabardia (1.700.000)
- Abkhaz–Abaza (Abazgi)
  - Abaza (45.000 speakers)
  - Abkhaz (110.000)